# Фонтанеличе
Фонтанеличе (итал. Fontanelice) је насеље у Италији у округу Болоња, региону Емилија-Ромања.
Према процени из 2011. у насељу је живело 1207 становника. Насеље се налази на надморској висини од 170 м.

## Становништво
| 1951. | 1961. | 1971. | 1981. | 1991. | 2001. | 2011. |
| ----- | ----- | ----- | ----- | ----- | ----- | ----- |
| 2.875 | 2.245 | 1.616 | 1.560 | 1.621 | 1.797 | 1.927 |